# Devdas Gandhi
Pour les articles homonymes, voir Gandhi (homonymie).
Devdas Gandhi (né le 22 mai 1900 à Durban, en Afrique du Sud - mort le 4 août 1957 à Bombay) est le 4e et plus jeune fils du Mahatma Gandhi et de sa femme Kasturba. 
Il est né en Afrique du Sud et revient en Inde avec ses parents alors qu'il est un jeune homme. Il devient actif dans le mouvement de son père et passe de nombreux séjours en prison. Il devient aussi un journaliste célèbre, devenant rédacteur en chef du Hindustan Times. Devdas tombe amoureux de Lakshmi, la fille d'un des associés de Gandhi à la lutte pour l'indépendance, Rajaji Chakravarti Râjagopâlâchâri. À cause du jeune âge de Lakshmi (elle a seulement 15 ans et lui 28), Mahatma Gandhi et Rajaji demandent au couple d'attendre 5 ans sans se voir. Lorsque les 5 années sont passées, ils se marient avec la permission des deux pères en 1933.
Devdas et Lakshmi ont quatre enfants, dont Rajmohan Gandhi et Gopalkrishna Gandhi.